# محوطه ماربوره
محوطه ماربوره مربوط به هزاره ۴ ق وم است و در شهرستان پل‌دختر، بخش مرکزی، دهستان جایدر، ۳/۵ کیلومتری جنوب غرب روستای چم مهر واقع شده و این اثر در تاریخ ۲۸ اسفند ۱۳۸۵ با شمارهٔ ثبت ۱۸۴۴۴ به‌عنوان یکی از آثار ملی ایران به ثبت رسیده است.